# 葉爾愷
葉爾愷（1864年—1940年），字悌君，号柏皋。浙江杭州府仁和縣（今杭州市）人，清末政治人物、書法家。善草書。

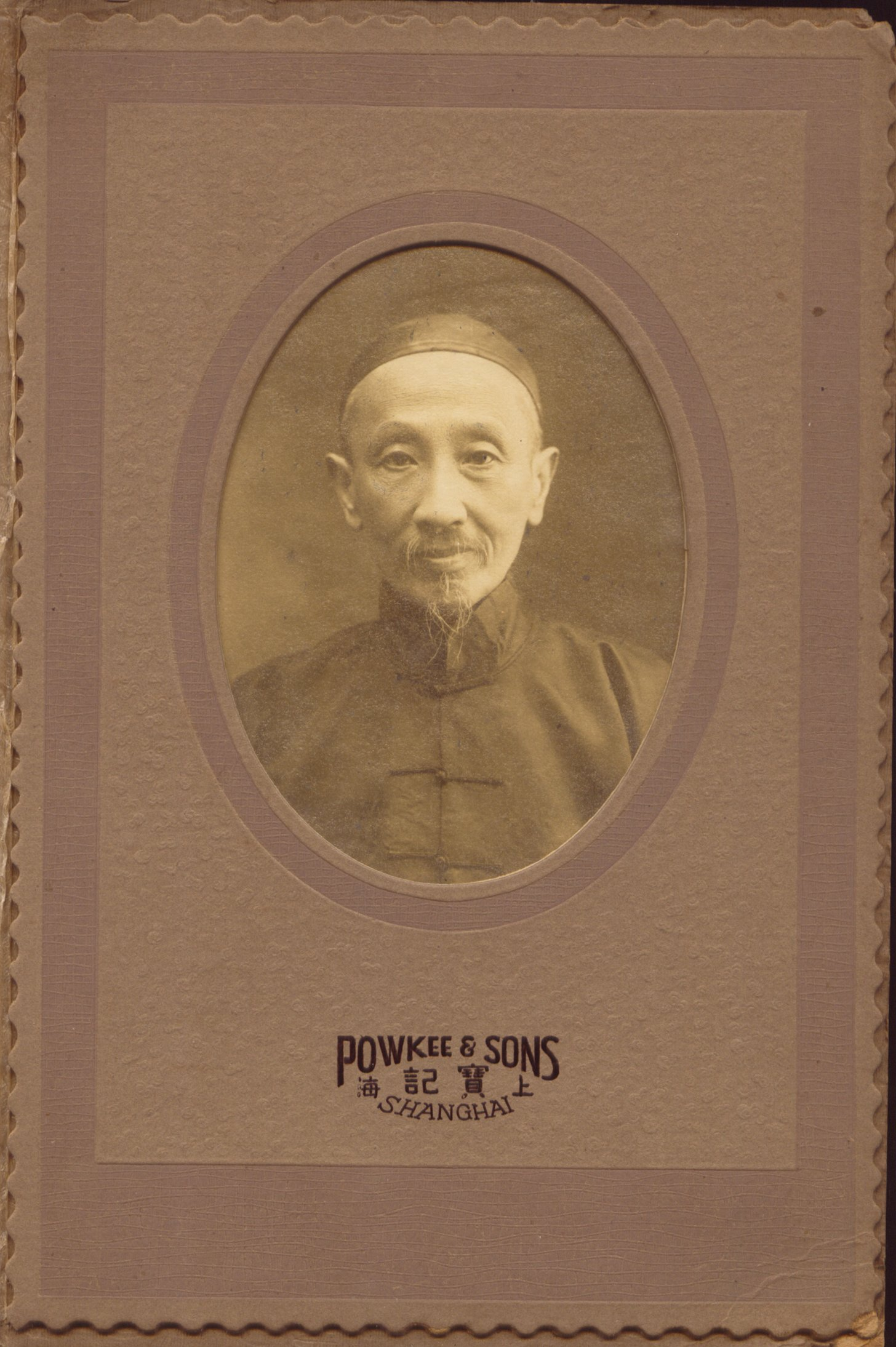
Ye Erkai, late Qing literati

## 經歷
光緒十八年（1892年）壬辰科第二甲第四十三名進士出身，選翰林院庶吉士。
二十年（1894年）散館，授翰林院編修。
二十三年（1897年），充陝西學政。賞識20歲的農家子弟于右任，認為于的詩文策論卓爾不凡，非時流可及。在嘉獎勉勵之餘，授其一部薛福成的《出使四國日記》，囑其閱讀并留意世界大勢。在知道要逮捕革命党人之際，請同僚沈衛通知于右任，于連夜逃往上海。致使官兵次日撲空。
二十六年（1900年），丁憂離任。
三十二年（1906年）服闕，仍授編修，署理雲南提學使。
二年（1910年）七月，實授雲南提學使。
民國後，遷居上海，家居學佛，賣字為生，以遺臣自居。北洋政府聘葉爾愷修《清史》，不赴任。約卒於1940年前後。